# نور عيوني (فلم)
نور عيوني فيلم دراما، غنائي، استعراضي مصري لعام 1954، الإخراج والسيناريو لحسين فوزي، عن قصة لزهير بكير. الفيلم من بطولة نعيمة عاكف، وكارم محمود، وحسن فايق، ومحمود المليجي، وتدور الأحداث حول حنفي صاحب المسرح الذي تعمل فيه الراقصة نور العيون للتقرُّب منها، إلا أنه حينما يعرف أنها تحب جارها عادل، يقرر العمل على إفساد تلك العلاقة، وإبعادهُ عنها.
صدر الفيلم إلى دور العرض المصرية في 19 أبريل 1954.
منح موقع قاعدة بيانات الأفلام العربية «السينما.كوم» الفيلم درجة 5.3/ 10.

## طاقم التمثيل
- نعيمة عاكف: في دور نور العيون.
- كارم محمود: في دور عادل.
- حسن فايق: في دور حمودة (والد نور العيون).
- زينات صدقي: في دور شربات (والدة نور العيون).
- محمود المليجي: في دور حنفي (مدير المسرح).
- مونا فؤاد: في دور سميرة (مغنية المسرح).
- عزت الجاهلي: في دور علي (الملحن).[7]
- منير الفنجري: في دور فهلوي (الملحن).
- عبد المنعم بسيوني: في دور ضابط المباحث.

بالاشتراك مع: محمد شوقي – محسن حسنين – فتحي الصافوري – محمد صبيح – عباس الدالي – زكي محمد حسن – سمير جمعة – أديب الطرابلسي – عبد المنعم سعودي – فيفي سعيد – سهير عبده.

## أحداث الفيلم
تبدأ الأحداث والملحن حمودة (حسن فايق) يغني أثناء صراخ زوجته شربات (زينات صدقى) وهى على وشك وضع مولودها الأول. ينادي حمودة على جارة لهم للبقاء مع زوجته ليتمكن من الخروج ليبحث عن أي صديق ليقرضه المال، ويتمكن من استدعاء «الداية» لتوليد شربات. يحاول حمودة تجنب الجزار الذي يدين له بالمال. يلتقي بصديقه الفهلوي (منير الفنجري) على المقهى ويطلب منه المال، وهو لا يعلم أن الفهلوي كان على وشك أن يستلف منه لتسديد حساب المقهى. يأتي الصبي عادل ليستدعيه لسوء حالة زوجته، وفي البيت تطلب منه الجارة احضار الطبيب. يقوم الطبيب بتوليد شربات، ولا يقبل تقاضي الأتعاب بل يمنح حمودة المال لمساعدته. يطلق حمودة على المولودة اسم «نور العيون» التي تكبر لتصبح صبية تحب الرقص، ولكن جارها الصبي عادل يغار عليها. يمر الزمن وتصبح الفتاة الصغيرة شابة جميلة (نعيمة عاكف)، والشاب عادل (كارم محمود) لازال يحبها. تقود المصادفة نور العيون للذهاب مع والدها حمودة إلى المسرح الذي يعمل به، ولغياب فنانة كان من المفترض ظهورها على المسرح، تقوم نور العيون بالغناء والرقص، ويضج الجمهور بالتصفيق، ويسعد بذلك مدير المسرح حنفي (محمود المليجي) ويصر على أن تعمل بصفة دائمة في مسرحه. يحزن عادل لدخول نور العيون مجال الفن والشهرة، وتركها للبيت الفقير، وانتقالها لحياة الأغنياء. يحدث صدام بين الحبيبين، بينما يقدم حنفي الهدايا الثمينة لنور العيون، وهي ترفض وتظل على حبها لعادل. تحاول المغنية سميرة (مونا فؤاد) إبعاد نور العيون عن حنفي، لانها تحبه وتريد الزواج به. في هذه الأثناء يصطحب الملحن فهلوي الشاب عادل إلى الملحن الأستاذ علي (عزت الجاهلي) ليكتشف حلاوة صوت عادل، وهناك يلتقي عادل بالمغنية سميرة التي تذهب معهم لتقديم عادل لحنفي مدير المسرح. يبدأ عادل في الغناء على مسرح حنفي، وتبدأ المناوشات بينه وبين نور العيون. تحاول سميرة الإيقاع بين عادل ونور العيون، وتذهب إلى غرفة عادل وتكشف له ان كل ما يحدث لنور العيون من ثراء وشهرة سببه ان نور العيون عشيقة حنفي، ويغضب عادل ويدفع سميرة فتسقط أرضاً، ويدخل حنفي ويتهم عادل بقتل سميرة. يلوذ عادل ونور العيون بالفرار، ويذهب حنفي لبيت نور العيون ويعرف انها فرت مع عادل إلى بيت الملحن علي، ويرسل من يقبض عليهم. يصل حنفي ويعرض على نور العيون الزواج مقابل ان يسهل لعادل السفر للخارج هرباً من محاكمته بتهمة قتل سميرة، ويسلمها جواز سفر لعادل ومبلغ من المال. تضحي نور العيون بحبها لعادل وتصارحه كذباً بأنها عشيقة حنفي وذلك لتدفعه إلى الهروب والسفر. يكتشف عادل الخدعة وان حنفي كذب وجعل الحبيبين يعتقدوا بموت سميرة، وان جواز السفر الذي سلمه لعادل مزور والمال ايضاً، ويبلغ الشرطة، ويتزوج الحبيبين.

## أغاني الفيلم
ألحان: كارم محمود - عزت الجاهلى - إبراهيم حسين - إبراهيم حجاج - عزيز الشوان.
الكلمات: مصطفى عبد الرحمن – أحمد منصور – إبراهيم رجب – عبد العزيز سلام – حسن عبد الوهاب – أنور نافع.
سنه وسنتين في غمضة عين: غناء نعيمة عاكف.
مش عايزينها: إستعراض غنائي راقص لنعيمة عاكف.
يا هل ترى بتجافي ليه: غناء كارم محمود.
إستعراض المامبو: نعيمه عاكف، وعلى رضا.
موال عز الحبايب جفانى: غناء كارم محمود.
قمر له ليالي: غناء عزت الجاهلي.
سمرا وشقرا: غناء كارم محمود.
آه م الهوى آهين.. بروفة: غناء كارم محمود.

## روابط خارجية
- مقالات تستعمل روابط فنية بلا صلة مع ويكي بيانات